# Hakim Khan Suri
Pour les articles homonymes, voir Suri (homonymie).
Hakim Khan Suri en ethnique Pathan, (également connu sous le nom de Hakim Khan Sur Pathan) est un guerrier pachtoune et un général de l'armée de Rana Pratap. 
Il a combattu avec lui dans la bataille de Haldighati et est mort en 1576. Dans la bataille de Haldighati, il a commandé une armée d'Afghans qui étaient contre la puissance croissante de l'empire moghol. 
Il était le descendant de Sher Shah Suri.